# Puerta de Corral Quemado
Puerta de Corral Quemado é um município da Argentina, localizada no departamento de Ambato, província de Catamarca.